# Kwon Sang-woo
Pour les articles homonymes, voir Kwon (homonymie).
Dans ce nom coréen, le nom de famille, Kwon, précède le nom personnel.
Kwon Sang-woo (coréen : 권상우, Kweon Sang-u), né le 5 août 1976 à Daejeon, est un acteur sud-coréen. Il est connu pour son rôle dans la comédie romantique My Tutor Friend et dans la série télévisée Stairway to Heaven (2003).

## Biographie

### Carrière cinématographique
Kwon Sang-woo débute seulement sa carrière d'acteur en 2001 après avoir été mannequin à la fin des années 1990. Il avait joué dans son toute première série télévisée, Delicious Proposal et enchaîne par la suite des petits rôles dans le film Volcano High réalisé par Kim Tae-gyun et dans la série télévisée Legend. En 2002, Kwon Sang-woo obtient son premier rôle principal avec la comédie, Make It Big et joue avec Song Seung-heon, son meilleur ami dans la vie réelle.
Ensuite, il joue dans la comédie romantique à succès My Tutor Friend en 2003 dans le rôle de Kim Ji-hoon, un garçon à problèmes qui est instruit par l'étudiante Choi Su-wan interprétée par Kim Ha-neul. Le scénario du film a été adapté du roman de Tutoring the Student of the Same Age de Choi Su-wan publié sur internet. Ensuite, il joue dans la série télévisée Into the Sun dans le rôle de Kang Seok-min, capitaine dans la marine de la République de Corée qui tente de gagner l'amour de Jun Hye-rin, veuve en deuil de son défunt mari décédé mystérieusement. Après, il incarne le rôle de Cha Song-joo dans la série télévisée à succès Stairway to Heaven et qui le fera connaitre surtout au Japon et dans le reste de l'Asie.
Kwon Sang-woo joue en 2004 dans le rôle de Hyun-soo dans le film Once Upon a Time in High School réalisé par Yoo Ha. Ensuite, il joue le rôle de Kim Kyu-shik, un futur prêtre qui tombe amoureux de la nièce du Père Nam, Bong-hie dans le film Love, So Divine. Lors d'une interview, il a révélé que sa mère était de religion catholique et qu'il a été encouragé par ses amis à recevoir le baptême.
En 2009, il incarne le rôle de K, un orphelin amoureux de Cream mais qui est atteint d'un cancer en phase terminale et va tout mettre en œuvre pour trouver un homme bien pour Cream, un homme qui pourra s'occuper et prendre soin d'elle lorsqu'il ne sera plus là dans le film More Than Blue réalisé par le poète Won Tae-yeon. Il s'est inspiré de son propre mariage et a également déclaré : « Je pense qu'être marié me permet de réfléchir plus profondément à jouer des parties mélodramatiques ... K brave ses circonstances pour l'amour, et j'ai pensé que j'aurais pu faire la même chose si j'étais à sa place ». Il investit avec les deux acteurs principaux Lee Bo-young et Lee Beom-soo une partie de son salaire dans la production du film.
Il joue en 2012 dans le film d'acteur sino-hongkongais Chinese Zodiac réalisé par Jackie Chan. Jackie Chan avait été impressionné par sa passion et sa détermination et qu'il avait évité comme lui d'utiliser un cascadeur pour beaucoup de ses cascades en dépit de sa blessure à la cheville qu'il s'est infligé pendant le tournage. Il a aussi exprimé sa surprise face à sa maitrise de l'anglais et du chinois, même s'il a suggéré à Sang-woo de parler en coréen en raison de son manque d'expérience avec les langues étrangères.

### Autres activités
Kwon Sang-woo gère une marque de cosmétiques sud-coréenne, Natural Tears en tant que directeur général, porte-parole et mannequin de la marque en 2009. Il a été nommé d'après son surnom donné à ses fans, Mr Tears,.
En 2012, il a ouvert un café nommé Tea'Us dans le quartier de Myeong-dong et devenu le plus grand actionnaire à l'hôtel Ocean Blue Resort.

### Vie privée
Kwon Sang-woo épouse l'actrice, Son Tae-young, élue Miss Daegu et seconde dauphine de Miss Corée 2000 à l'hôtel Shilla le 28 septembre 2008. Il devient le beau-frère du compositeur Yiruma, époux de la sœur de Son Tae-young, Son Hye-im. Sa femme donne naissance à son premier enfant prénommé Kwon Ruk-hee le 6 février 2009. Elle donne naissance de nouveau à une fille née le 10 janvier 2015,.

## Filmographie

### Cinéma

#### Longs métrages
- 2001 : Volcano High (화산고) de Kim Tae-gyun : Song Hak-rim
- 2002 : Make It Big (일단 뛰어) de Jo Ui-seok : Woo-seob
- 2003 : My Tutor Friend (동갑 내기 과외 하기) de Kim Kyeong-hyeong : Kim Ji-hoon
- 2004 : Once Upon a Time in High School (말죽거리 잔혹사) de Yoo Ha : Hyun-soo
- 2004 : Love, So Divine (신 부 수 업) de Heo In-moo : Kim Kyu-shik
- 2006 : Running Wild (야수) de Kim Sung-soo : Jang Do-young
- 2006 : Almost Love (청춘 만화) de Lee Han : Ji-hwan
- 2008 : Fate (숙명) de Kim Hae-gon : Jo Cheol-jung
- 2009 : More Than Blue (슬픔 보다 더 슬픈 이야기) de Won Tae-yeon : K
- 2010 : 71: Into the Fire (포화 속 으로) de Lee Jae-han : Goo Kap-jo
- 2011 : Pained (통증) de Kwak Kyung-taek : Nam-soon
- 2012 : Shadows of Love (影子爱人) de Poon Yuen-Leung : Kwon Jung-hoon
- 2012 : CZ12 (十二生肖) de Jackie Chan : Simon
- 2015 : The Honey Enemy (情敌蜜月) de Linzi Zhang : Zhou Yunfeng
- 2015 : The Accidental Detective (탐정: 더 비기닝) de Kim Jung-hoon : Kang Dae-man
- 2018 : The Accidental Detective 2: In Action (탐정: 리턴즈) de Lee Eon-hee : Kang Dae-man
- 2019 : Love Again (두번할까요) de Park Yong-Jib : Jo Hyun-woo
- 2019 : The Divine Move 2: The Wrathful (신의 한 수: 귀수편) de Khan Lee : Gwi-soo
- 2020 : Hitman: Agent Jun (히트맨) de Choi Won-sub : Jun

#### Courts-métrages
- 2010 : California - High Noon (캘리포니아 하이눈) : lui-même

### Télévision
- 2001 : Delicious Proposal (맛있는 청혼) : Choon-shik
- 2001 : Legend (신화) : Yang Dol-man
- 2002 : We Are Dating Now (지금은연애중) : Yoon Ho-jae
- 2003 : Into the Sun (태양속으로) : Kang Seok-min
- 2003 : Stairway to Heaven 천국 의 계단) : Song-joo
- 2005 : Sad Love Story (슬픈 연가) : Seo Joon-young / Choi Joon-kyu
- 2007 : Bad Love (못된 사랑) : Kang Yong-ki
- 2009 : Cinderella Man (신데렐라 맨) : Lee Joon-hee
- 2010 : Big Thing (대물) : Ha Do-ya
- 2011 : Fuyu no Sakura (冬のサクラ) : Lui-même (caméo, épisode 8)
- 2012 : Wind Flower Snow Moon (风花雪月片花)
- 2013 : King of Ambition (야왕) : Ha Ryu / Cha Jae-woong
- 2013 : Medical Top Team (메디컬 탑팀) : Park Tae-shin
- 2014 : Temptation (유혹) : Cha Seok-hoon
- 2017-2018 : Queen of Mystery (추리의 여왕) : Ha Wan-seung (saison 1 à 2)

## Clips musicaux
- 1999 : Ace of Sorrow de Jo Sungmo
- 2000 : Smile Smile de Papaya
- 2000 : It's All Right de Circle
- 2001 : I Wish You Happiness (Why) de Zoy Project
- 2002 : I Can't Tell de Cha Eun-ju
- 2002 : First Love de Ji Young-sun
- 2003 : Project X
- 2005 : Sad Love Story de Yoon Gun
- 2005 : Anyclub de Eric Mun and Lee Hyori

## Distinctions
Cette section récapitule les principales récompenses et nominations obtenues par Kwon Sang-woo. Pour une liste plus complète, se référer à l'Internet Movie Database.
| Année | Cérémonie                                                          | Pays                       | Résultat | Prix                                                        | Film et série télévisée                |
| ----- | ------------------------------------------------------------------ | -------------------------- | -------- | ----------------------------------------------------------- | -------------------------------------- |
| 2002  | 23e Blue Dragon Film Awards                                        | Drapeau de la Corée du Sud | Proposé  | Meilleur nouveau acteur                                     | Make It Big (2002)                     |
| 2002  | SBS Drama Awards                                                   | Drapeau de la Corée du Sud | Remporté | Prix de la nouvelle star                                    | We Are Dating Now (2002)               |
| 2003  | 39e Baeksang Arts Awards                                           | Drapeau de la Corée du Sud | Remporté | Meilleur nouveau acteur dans un film                        | My Tutor Friend (2003)                 |
| 2003  | 40e Grand Bell Awards                                              | Drapeau de la Corée du Sud | Remporté | Meilleur nouveau acteur                                     | My Tutor Friend (2003)                 |
| 2003  | 20e Korea Best Dresser Swan Awards                                 | Drapeau de la Corée du Sud | Remporté | Le mieux habillé, catégorie acteur de télévision            |                                        |
| 2003  | SBS Drama Awards                                                   | Drapeau de la Corée du Sud | Remporté | Prix de popularité des internautes                          | Stairway to Heaven (2003)              |
| 2003  | SBS Drama Awards                                                   | Drapeau de la Corée du Sud | Remporté | Top 10 des stars                                            | Stairway to Heaven (2003)              |
| 2003  | SBS Drama Awards                                                   | Drapeau de la Corée du Sud | Proposé  | Prix d'excellence, acteur dans un drama spécial             | Stairway to Heaven (2003)              |
| 2003  | SBS Drama Awards                                                   | Drapeau de la Corée du Sud | Proposé  | Prix d'excellence, acteur dans un drama de planning spécial | Into the Sun (2003)                    |
| 2003  | SBS Drama Awards                                                   | Drapeau de la Corée du Sud | Proposé  | Top prix d'excellence, acteur                               | Stairway to Heaven (2003)              |
| 2004  | 40e Baeksang Arts Awards                                           | Drapeau de la Corée du Sud | Remporté | L'acteur le plus populaire dans un film                     | Once Upon a Time in High School (2004) |
| 2004  | 40e Baeksang Arts Awards                                           | Drapeau de la Corée du Sud | Proposé  | Meilleur acteur dans un film                                | Once Upon a Time in High School (2004) |
| 2004  | 41e Grand Bell Awards                                              | Drapeau de la Corée du Sud | Remporté | Prix de popularité                                          | Once Upon a Time in High School (2004) |
| 2004  | 25e Blue Dragon Film Awards                                        | Drapeau de la Corée du Sud | Remporté | Prix de popularité de la star                               | Once Upon a Time in High School (2004) |
| 2005  | 42e Savings Day                                                    | Drapeau de la Corée du Sud | Remporté | Citation présidentielle                                     |                                        |
| 2005  | The Motion Pictures Association of Korea's The Year in Film Awards | Drapeau de la Corée du Sud | Remporté | Prix de la star hallyu                                      |                                        |
| 2005  | MBC Drama Awards                                                   | Drapeau de la Corée du Sud | Proposé  | Top prix d'excellence, acteur                               | Sad Love Story (2005)                  |
| 2007  | Andre Kim Best Star Awards                                         | Drapeau de la Corée du Sud | Remporté | Prix de la star, catégorie des hommes                       |                                        |
| 2007  | 1re Mnet 20's Choice Awards                                        | Drapeau de la Corée du Sud | Remporté | Hot Body                                                    |                                        |
| 2007  | Korea-Japan Culture Awards                                         | Drapeau de la Corée du Sud | Remporté | Prix de diplomatie non-gouvernemental                       |                                        |
| 2007  | KBS Drama Awards                                                   | Drapeau de la Corée du Sud | Proposé  | Top prix d'excellence, acteur                               | Bad Love (2008)                        |
| 2008  | 44e Baeksang Arts Awards                                           | Drapeau de la Corée du Sud | Remporté | L'acteur le plus populaire dans un film                     | Fate (2008)                            |
| 2009  | 2e Style Icon Awards                                               | Drapeau de la Corée du Sud | Remporté | Icône de style, catégorie acteur de télévision              |                                        |
| 2010  | SBS Drama Awards                                                   | Drapeau de la Corée du Sud | Remporté | Top 10 des stars                                            | Big Thing (2010)                       |
| 2010  | SBS Drama Awards                                                   | Drapeau de la Corée du Sud | Remporté | Top prix d'excellence, acteur dans un drama spécial         | Big Thing (2010)                       |
| 2011  | 47e Baeksang Arts Awards                                           | Drapeau de la Corée du Sud | Proposé  | Meilleur acteur à la télévision                             | Big Thing (2010)                       |
| 2011  | 4e Korea Drama Awards                                              | Drapeau de la Corée du Sud | Proposé  | Meilleur acteur                                             | Big Thing (2010)                       |
| 2011  | 6e Asia Model Festival Awards                                      | Drapeau de la Corée du Sud | Remporté | Prix de la star d'Asie                                      |                                        |
| 2013  | 8e Seoul International Drama Awards                                | Drapeau de la Corée du Sud | Proposé  | Acteur de drama coréen exceptionnel                         | King of Ambition (2013)                |
| 2013  | SBS Drama Awards                                                   | Drapeau de la Corée du Sud | Proposé  | Top prix d'excellence, acteur dans un drama spécial         | King of Ambition (2013)                |
| 2013  | MBC Drama Awards                                                   | Drapeau de la Corée du Sud | Proposé  | Top prix d'excellence, acteur dans une mini-série           | Medical Top Team (2013)                |
| 2014  | SBS Drama Awards                                                   | Drapeau de la Corée du Sud | Proposé  | Top prix d'excellence, acteur dans un drama spécial         | Temptation (2014)                      |
| 2017  | KBS Drama Awards                                                   | Drapeau de la Corée du Sud | Proposé  | Top Prix d'excellence, acteur                               | Queen of Mystery (2017)                |
| 2017  | KBS Drama Awards                                                   | Drapeau de la Corée du Sud | Proposé  | Prix d'excellence, acteur dans une mini-série               | Queen of Mystery (2017)                |
| 2017  | KBS Drama Awards                                                   | Drapeau de la Corée du Sud | Proposé  | Prix des internautes - Masculin                             | Queen of Mystery (2017)                |
| 2017  | KBS Drama Awards                                                   | Drapeau de la Corée du Sud | Proposé  | Prix du meilleur couple                                     | Queen of Mystery (2017)                |
| 2018  | KBS Drama Awards                                                   | Drapeau de la Corée du Sud | Proposé  | Prix d'excellence, acteur dans une mini-série               | Queen of Mystery 2 (2018)              |

- Pour My Tutor Friend, il a eu 0 proposition de récompenses et en a remporté 2.
- Pour Once Upon a Time in High School, il a eu 1 proposition de récompenses et en a remporté 3.
- Pour Stairway to Heaven, il a eu 2 propositions de récompenses et en a remporté 2.